# Browning M1917
La Browning M1917 è una mitragliatrice pesante usata durante alcuni conflitti nel XX secolo.
Impiegata dagli USA durante la prima guerra mondiale, seconda guerra mondiale, guerra di Corea e limitatamente anche nella Guerra in Vietnam, e anche da altri Stati, è una mitragliatrice alimentata a nastro e raffreddata ad acqua. Era usata a livello di battaglione, e spesso montata su veicoli. La M1917 era usata a terra e da alcuni aerei, ed ha una cadenza di fuoco di 450 colpi/min, la M1917A1 ha una cadenza di tiro dai 450 ai 600 colpi/min. Ne furon prodotte due versioni principali, la M1917 usata durante la prima guerra mondiale e la M1917A1 usata fino al 1975.
Una versione semplificata e raffreddata ad aria, la Browning M1919 fu adottata dopo la Grande guerra e fu usata nella Seconda guerra mondiale, nella Guerra di Corea, nella Crisi del Congo e nella Guerra del Vietnam.

## Storia

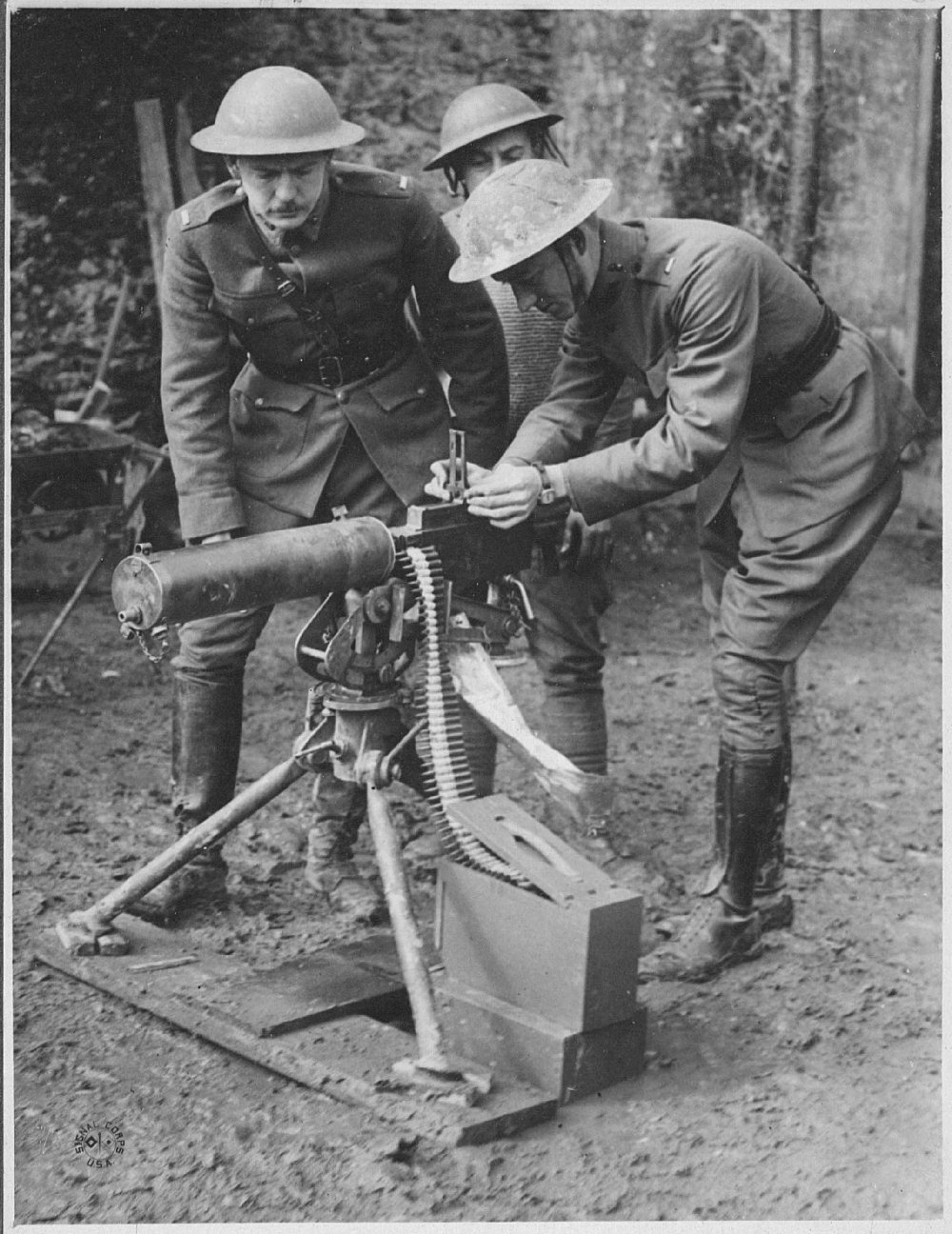
Val Allen Browning, mentre dimostra la M1917.

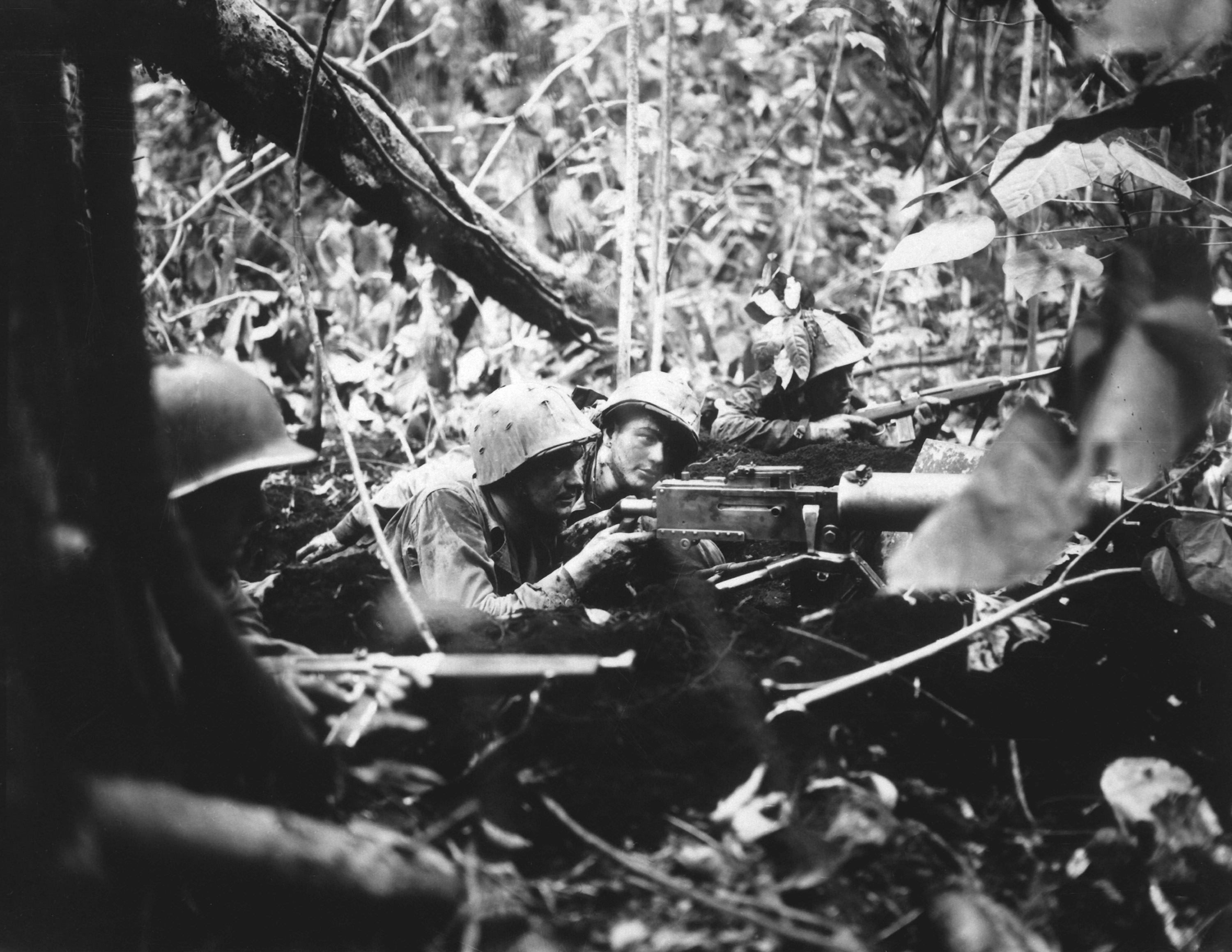
I marines bloccano un contrattacco giapponese con una Browning M1917 durante la battaglia di Capo Gloucester nel 1944.

Nel 1890 John Moses Browning registrò un brevetto n. 678937 per una mitragliatrice, che migliorò fino a che produsse la M1917. Non usava il meccanismo di blocco a ginocchiera della Maxim, il che la rendeva più leggera e maneggevole dei derivati contemporanei della Maxim, quali la Maschinengewehr 08 da 62 kg, e la mitragliatrice Vickers britannica, pur avendo la stessa affidabilità.
La United States Army Ordnance Corps non era interessata inizialmente, ma quando la guerra fu dichiarata sottoposero la M1917 a dei test. In tutti e tre i test, l'arma fu un successo sparando oltre 20000 cartucce in 48 minuti senza problemi. Così l'arma fu accolta come mitragliatrice pesante principale dell'esercito, con la cartuccia M1906. 30-06 con un proiettile da 150 grani a base piatta. L'esercito statunitense fino ad allora usava vari modelli di mitragliatrici, di tecnologia superata o di importazione, quali la Colt-Browning M1895, la Maxim, la Hotchkiss Mle 1909 e la Hotchkiss Mle 1914, che era la mitragliatrice pesante più comune nell'American Expeditionary Force.
Nel 1926 le mire furono modificate per funzionare sia con il nuovo M1 Ball (proiettile a base aerodinamica da 172 grani) che la M1906 (proiettile da 150 grani a base piatta). Con la M1 ball la M1917 aveva una gittata di 5000 m, con la M2 aveva una gittata di 3200 m. Il mirino posteriore aveva un alzo a foglia contro bersagli sia terrestri che aerei. Venne ancora usata in vari conflitti dopo la fine della seconda guerra mondiale, per poi essere dismessa intorno al 1975.

## Utilizzo
Durante la grande guerra solo 1200 esemplari furono usati dal 1917, in due mesi e mezzo. Equipaggiarono un terzo delle divisioni mandate in Francia. Le altre dipendevano da mitragliatrici francesi o le mitragliatrici Vickers inglesi prodotte dalla Colt.

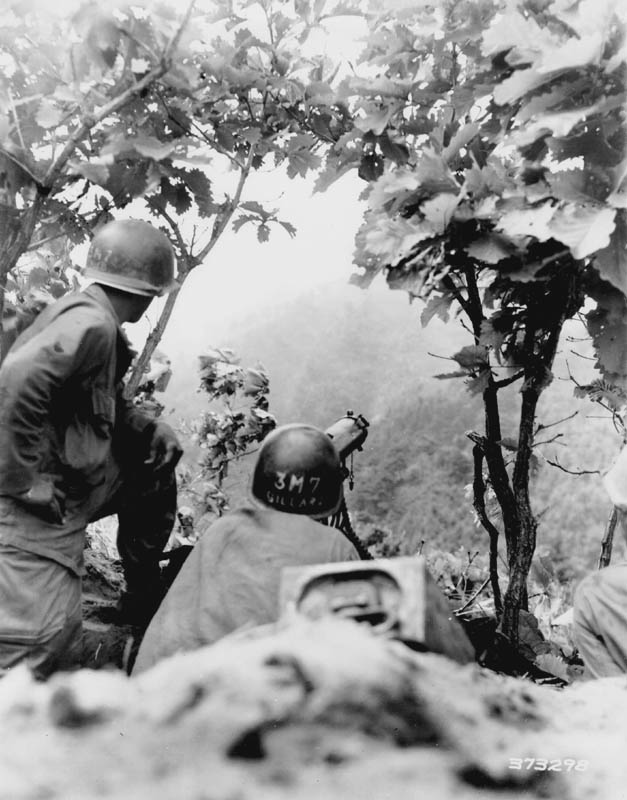
Una Browning M1917 durante la Guerra di Corea

La M1917A1 fu usata durante la seconda guerra mondiale con i proiettili M2 ball, traccianti e perforanti (questi ultimi introdotti subito prima della guerra). Alcune M1917A1 furono prodotte per la cartuccia .303 British e date alla guardia nazionale come difesa contro una prevista invasione dopo la ritirata dalla campagna di Francia. Nella battaglia di Momote Airstrip, durante la Campagna delle Isole dell'Ammiragliato, i mitraglieri del 5º cavalleria uccisero svariate centinaia di assaltatori giapponesi con queste armi, e una fu lasciata nella sua posizione, come memoriale.
La M1917A1 fu usata successivamente nella guerra di Corea, però stava venendo sostituita negli anni sessanta dalla mitragliatrice M60, dato che una arma pesante da posizione era scarsamente utile nella guerra di movimento. Alcune furono date al Vietnam del Sud, e sono rimaste in uso in alcuni stati del terzo mondo molto avanti nel XX secolo.

## Varianti e derivati

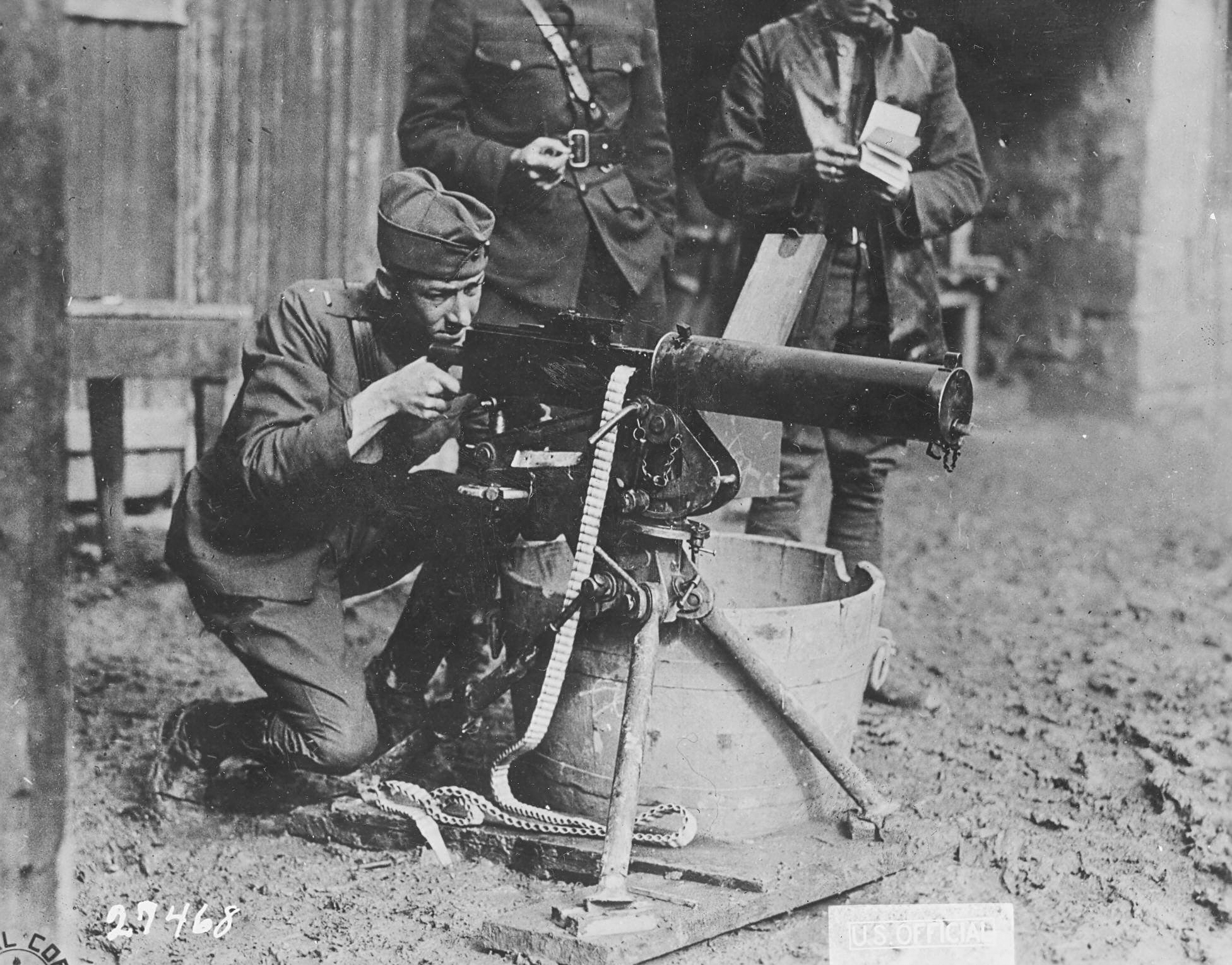
Il 2nd Lieutenant Valmore A. Browning dell'esercito degli Stati Uniti usa una mitragliatrice Browning. Quest'arma fu usata nel settore delle Argonne, qui mostrata a Thillombois, Meuse, Francia, 5 ottobre, 1918

- M1917: il modello di base, presentava una certa debolezza del corpo d'arma, risolto con pezzi d'acciaio a forma di ferro di cavallo saldati sul fondo.
- M1917A1: Negli anni trenta il Ordnance bureau sviluppò una nuova piastra di base, che risolse il precedente problema di deformazione. Molti M1917 furono convertiti in M1917A1, specialmente dall'arsenale di Rock Island. Furono apportate altre modifiche: i mirini furono aggiornati, il meccanismo di alimentazione rafforzato, e una manica di raffreddamento tutta d'acciaio sostituì quella con punte d'ottone.
- M1918: versione raffreddata ad aria. Sviluppata durante la I G.M., la M1918 non partecipò alla guerra, ma fu modificata nella famosa M1919 Browning. Questi esemplari presentano una canna più pesante, ma una manica di raffreddamento ad aria più leggera dell'M1917.

La M1917 è stata usata da paesi di tutto il mondo in una varietà di versioni, spesso con una propria denominazione nazionale.
- Type 30: una variante cinese della M1917 prodotta localmente, camerata per la munizione 7,92 × 57 mm Mauser.
- Kulspruta (Ksp) m/14-29: designazione svedese della M1917 camerata in 6,5 × 55 mm. Questa variante impiegava il treppiede della Schwarzlose, la mitragliatrice austro-ungarica che andava a sostituire. La munizione da 6,5 mm si dimostrò troppo leggera per l'impiego antiaereo, così nel 1932 venne sviluppata la più potente 8 × 63 mm patron m/32[3], impiegata sulla nuova Kulspruta m/36, entrata in produzione nel 1936.
- Kulspruta (Ksp) m/36: versione in calibro 8 × 63 mm patron m/32 della precedente Ksp m/14-29, sviluppata nel 1936[3]. Nel 1966 la maggior parte di queste armi venne ricamerata per la munizione standard 7,62 × 51 mm NATO[3]. Alcuni modelli nel vecchio calibro vennero mantenute per compiti addestrativi fino ad esaurimento degli stock di munizioni[3], dopo di che, negli anni settanta, anche queste armi vennero portate al calibro 7,62 mm[3][4][5]. L'arma fu infine ritirata dal servizio negli anni '90[3].
- Ciężki karabin maszynowy (Ckm) wz. 30 ("mitragliatrice pesante modello 1930") era la designazione per una copia polacca non autorizzata della M1917 in calibro 7,92 × 57 mm Mauser. Le modifiche includevano nuove mire metalliche a V, una maniglione ingrandito, canna allungata, bloccaggio canna più semplice per un rapido cambio canna, affusto e mire adattate sia per il tiro antipersonale che antiaereo. Furono realizzati circa 8.000 esemplari dalla Państwowa Fabryka Karabinów.
- M/29: designazione norvegese della M1917 in calibro 7,92 mm, usata come mitragliatrice pesante ed antiaerea dell'Esercito norvegese dal 1929 al 1940[6][7]. La M/29 rimpiazzava la Hotchkiss Mle 1914[7]. In totale, al momento dell'invasione tedesca del 9 aprile 1940, i norvegesi schieravano 1.800 M/29[8].

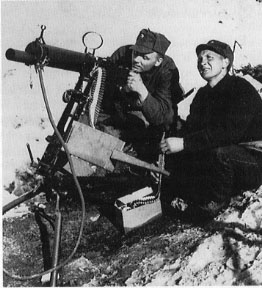
Una M/29 norvegese in configurazione antiaerea nella battaglia di Narvik nel 1940.

### Varianti commerciali
- Colt M1928: variante leggermente modificata prodotta per un contratto con il governo argentino. Le modifiche includevano una sicura, uno spegnifiamma Type A ed un sostegno per un'unità di mira panoramica.
- Colt MG38: serie di derivati della M1928 per il mercato civile. La serie 38 era dotata di impugnatura a manopole. La MG38 e la MG38B erano raffreddate ad acqua, con manicotto filettato. La MG38BT montava una canna corta raffreddata ad aria, simile alla Browning M1919A2 da carro armato.

## Principali produttori
- Argentina prodotte dalla Colt
- Norvegia M/29 in 7,92 mm
- Filippine
- Polonia Ckm wz.30 in 7,92 × 57 mm Mauser
- Svezia Ksp m/36 in 6,5 x 55 mm, 8 x 63 mm e 7,62 x 51 mm
- Stati Uniti
- Cina